# Carmen Andrade
Carmen Ximena Andrade Lara (Santiago, 19 de octubre de 1954) es una socióloga, consultora y política socialista chilena, ministra de Estado del primer Gobierno de la presidenta Michelle Bachelet. Desde 2012 hasta 2016 fue concejala de la comuna de Puente Alto.

## Familia y estudios
Nació de la unión de Alberta del Carmen Lara Acevedo, una auxiliar de enfermería, con Osvaldo Andrade Andrade, un obrero socialista que incursionó como inspector de mataderos y que terminó siendo regidor de Puente Alto en tiempos del gobierno del presidente Eduardo Frei Montalva (1967-1970). Es hermana de Osvaldo, parlamentario y ministro del Trabajo y Previsión Social de la propia Bachelet.
Cursó la carrera de sociología en la Universidad Católica de Chile y luego realizó estudios de sociología política en la Universidad de Viena, en Austria donde estuvo exiliada. También es magíster en gobierno y políticas públicas en la Facultad Latinoamericana de Ciencias Sociales (Flacso).
Estuvo casada entre 1980 y 2009 con el político Juan Domingo Pavez Hidalgo, y es madre de dos hijos y una hija.

## Trayectoria profesional
En su trayectoria profesional destaca haber sido consultora en diversos países de América Latina, para el Banco Interamericano de Desarrollo (BID), el PNUD y la Coordinadora de Organizaciones No Gubernamentales de Mujeres de Bolivia en áreas de género y superación de la pobreza. Además, se desempeñó en la Vicaría de la Solidaridad en programas de apoyo a organizaciones sociales y de derechos humanos.
Fue coordinadora nacional del programa «Jefas de Hogar» del Sernam entre 1991 y 2000 y hasta 2006 fue directora del «Departamento de Responsabilidad Penal Juvenil» del Sename, año en que se incorporó al Gobierno para asumir como subdirectora de Sernam.
Militante del Partido Socialista (PS) desde 1970, donde ha participado en el equipo de la vicepresidencia de la Mujer y ha sido integrante del Comité Central y de la Comisión Política de dicho partido, asumió el cargo de ministra directora del Servicio Nacional de la Mujer tras la salida de Laura Albornoz en octubre de 2009. Abandonó el puesto una vez finalizada la administración, en marzo de 2010.
En 2012 ganó un cupo como concejala por la comuna metropolitana de Puente Alto, periodo 2012-2016.
Actualmente es directora de la Oficina de Igualdad y Género de la Universidad de Chile.

## Historial electoral

### Elecciones municipales de 2012
- Elecciones municipales de 2012, para el Concejo Municipal de Puente Alto.[8]

(Se consideran solamente los candidatos electos, de un total de 56)
| Candidato                      | Pacto                    | Partido | Votos  | %     | Resultado |
| ------------------------------ | ------------------------ | ------- | ------ | ----- | --------- |
| César Bunster Ariztía          | Por un Chile Justo       | PC      | 2830   | 3,33  | Concejal  |
| Fernando Madrid Catalán        | Por un Chile Justo       | PPD     | 3120   | 3,67  | Concejal  |
| Carmen Andrade Lara            | Concertación Democrática | PS      | 6910   | 8,12  | Concejala |
| Luis Escanilla Benavides       | Concertación Democrática | PS      | 2458   | 2,89  | Concejal  |
| María Teresa Alvear Valenzuela | Concertación Democrática | PDC     | 7233   | 8,50  | Concejala |
| Emardo Hantelmann Godoy        | Coalición                | RN      | 15 247 | 17,92 | Concejal  |
| Alfredo Villavicencio Clavero  | Coalición                | RN      | 1752   | 2,06  | Concejal  |
| Juan Marticorena Franco        | Coalición                | RN      | 1851   | 2,18  | Concejal  |
| Bernardita Paúl Ossandón       | Coalición                | RN      | 11295  | 13,28 | Concejala |
| Gustavo Alessandri Bascuñán    | Coalición                | Indep.  | 2375   | 2,80  | Concejal  |